# Georges-Edmond Maigret
Pour les articles homonymes, voir Maigret.
Georges-Edmond Maigret, né le 11 juin 1846 à Paris et mort le 4 mars 1929 à Nice, est un peintre d'histoire et aquarelliste français.

## Biographie
Georges-Edmond Maigret naît le 11 juin 1846 à Paris. Il travaille avec Gérôme. Peintre d'histoire et aquarelliste, il expose au Salon à partir de 1874, notamment des sujets militaires. Le musée d'Arras conserve de lui : Engagements d'avant-garde en 1870.
Il meurt le 4 mars 1929 à Nice

## Œuvres
- Marine à Etretat[3].
- Episode du siège de Paris le 1er décembre 1870[3].
- Soldats retranchés dans une église[3].
- Engagement d'avant poste 1er décembre 1870[3].
- Mort du commandant Saillard à Epinay, le 30 novembre 1870[3].
- Maraudeur, souvenir du siège de Paris[3].
- Chasseur à Cheval, aquarelle[3].
- Enterrement du capitaine Billault[3].
- Aux avant-postes[3].
- Parlementaire, siège de Paris[3].
- Souvenir de Villerville[3].
- Départ de M. Gambetta dans le ballon[4].
- l'Armand Barbès[4].
- Siège de Paris 7 octobre 1870[4].
- Pêcheurs de moules, Villerville[4].